# Antonino Maresca Donnorso di Serracapriola
Antonino Maresca Donnorso, duc de Serracapriola (1750-1822) est un diplomate du royaume de Naples.

## Biographie
Né à Naples, Antonino Maresca Donnorso di Serracapriola est nommé en 1782 ambassadeur du royaume des Deux-Siciles en Russie, où il obtient la confiance de Catherine II, de Paul Ier et d'Alexandre Ier. Il y négocie un traité commercial russo-napolitain.
Après la chute des Bourbons de Naples à la suite de la bataille de Campo Tenese en 1806, il refuse les offres de Murat, le nouveau roi installé par Napoléon Ier, et sa maison devient un foyer de l'opposition aux Français. Lors de l'invasion de la Russie par les troupes françaises en 1812, il est chargé d'une mission secrète par le tsar auprès de la Perse, de l'Empire ottoman et de l'Angleterre. Ayant pris part au congrès de Vienne, il y défend la restauration des Bourbons à Naples. Après leur rétablissement, il rentre à Naples après une absence de 32 ans, mais est nommé de nouveau ambassadeur à Saint-Pétersbourg, où il meurt en 1822.
Il est fait chevalier de l'ordre constantinien de Saint-Georges, chevalier de l'ordre de Saint-André et de l'ordre de Saint-Alexandre Nevski.

## Mariages et enfant
Il épouse en 1767 à Chieri Maria Adelaide del Carretton dei Marchesi di Camerano, puis en 1788 à Saint-Pétersbourg, après la mort de la duchesse, la princesse Anna Aleksandrovna Wiazemsky, fille du ministre des finances de la Russie. 
Il est le père de Nicola Maresca Donnorso, duc de Serracapriola (1790-1870), diplomate et président du Conseil des ministres du royaume des Deux-Siciles en 1848.